# Stura di Lanzo
La Stura di Lanzo (Stura 'd Lans en piémontais) est une rivière du Piémont, affluent de gauche du Pô, long de 65 km baignant un bassin hydrographique de 836 km2 qui forme les vallées de lanzo (Val Grande de Lanzo, Val d'Ala et Vallée de Viù).

## Parcours
Elle naît au hameau de Pian della Mussa de la commune de Barmes sous le nom de Stura di Ala.
Son cours impétueux jusqu’à la commune de Ceres où il s’unit avec la Stura di Valgrande et prend le nom de Stura di Lanzo.
Après un doublement de son débit, elle baigne Pessinetto et Traves où elle s’unit à la Stura di Viù. Près de Lans-l'Hermitage, elle reçoit de droite le torrent Tesso, provenant de Coassolo Torinese et Monastero di Lanzo.
De là, elle longe le parc naturel de La Mandria en s’élargissant en un ample lit caillouteux et à Venaria Reale reçoit à droite le Torrent Ceronda. Puis, rejoint la périphérie de Turin pour rejoindre la gauche du Pô.
Le cours d'eau est régulé par diverses digues, dont trois importantes à Mezzenile, Germagnano et Lans-l'Hermitage. Très fréquenté par les kayakistes, avec ses affluents, sur le tracé entre la confluence avec la  Stura di Ala et la Stura di Viù, la difficulté de IV classe.

## Principaux affluents
- Rio Bonello
- Rio Uppia
- Rio dell'Uia
- Stura di Viù
- Tesso
- Torrente Ceronda

## Régime hydraulique
La Stura di Lanzo est un cours d’eau relativement torrentiel.
Son débit moyen près de l’embouchure est de 32 m3/s, mais elle alterne les longues périodes de sécheresse estives et hivernale, des crues dévastatrices comme celles d’octobre 2000, où elle a effleuré les 2 000 m3/s.
L'activité érosive est donc importante et le lit est en perpétuel changement.

### Débit moyen
Source : AA.VV., Piano di tutela della acque - Allegato tecnico II.h/1 Bilancio delle disponibilita' idriche naturali e

## Géologie

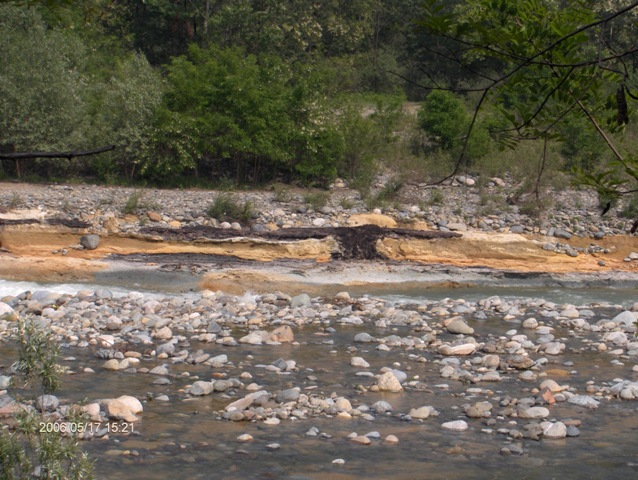
Le lit de la Stura

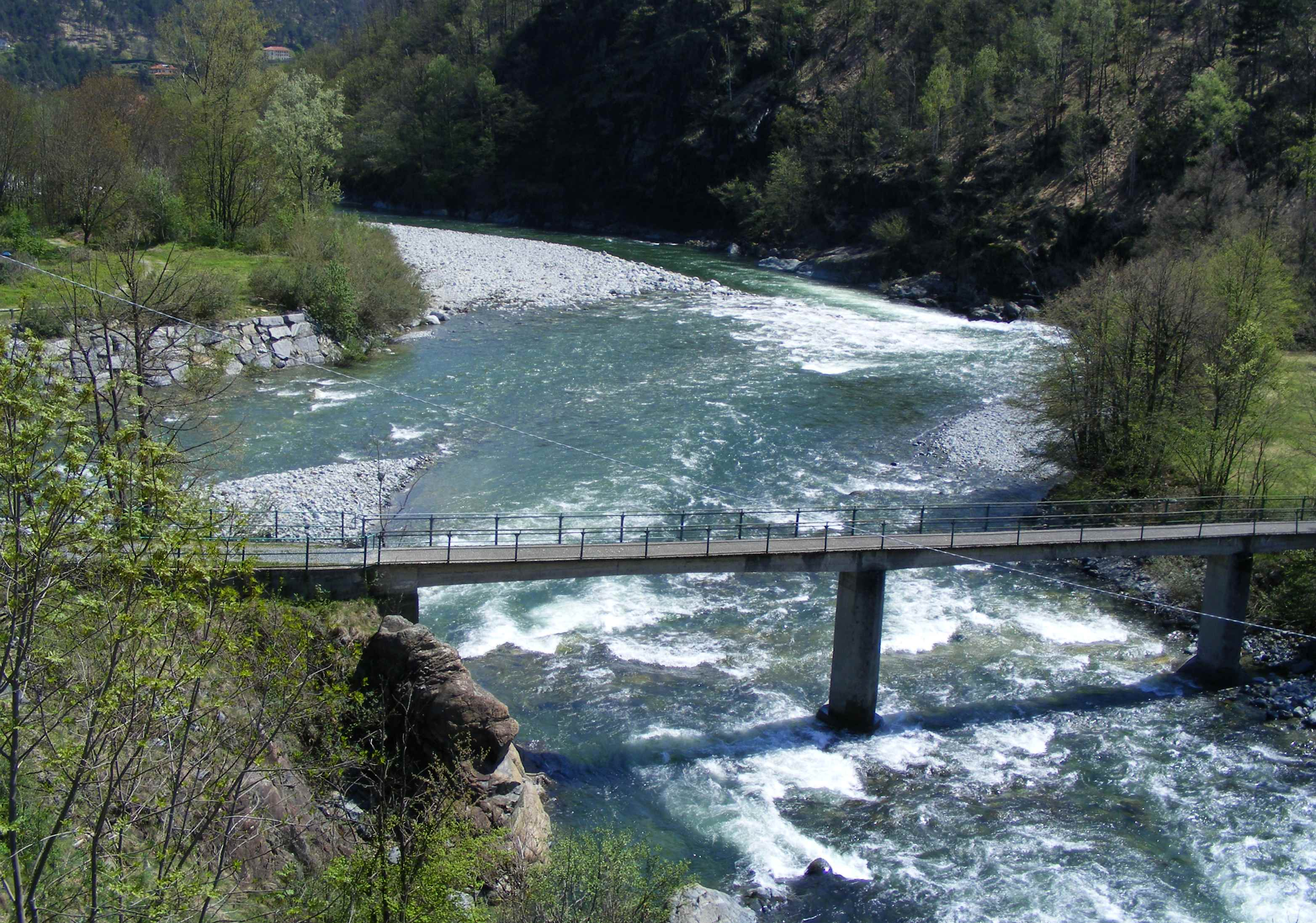
Confluent avec la Stura di Viù.

Durant la période de crues la Stura construit et modifie son lit, érodant les roches cristallines du massif du Grand Paradis, les roches vertes de la Zone Piémontaise et les ophiolites du massif de Lanzo (Péridotite, Serpentinite, Gabbro).
Durant son impétueuse course vers le Pô, le torrent dépose des mètres de roche et gravier de diverses typologies et dimensions : galets, sable et limons. Ces matériaux peuvent arriver à une épaisseur de 40/50 mètres.
Au cours des années, les crues violentes et fréquentes ont créé une érosion importante des dépôts torrentiels quaternaires, portant à découvert une grande étendue d’argile riche en restes "fossiles", remontant au Pliocène (environ 5 - 2 millions d’années). Grâce aux érosions la Stura s’est creusé une espèce de canyon profond de 7/8 mètres environ, qui est particulièrement visible, dénommé Foresta fossile (forêt fossile). Ces qualités spécifiques en font un site géologique de grande importance et, depuis 1993, titularisé par l’institution de la  Zone de sauvegarde de la Stura di Lanzo. Actuellement les restes fossiles les plus significatifs se trouvent dans la commune de Nole, aux confins avec Cirié, et sont observables sur les rives.

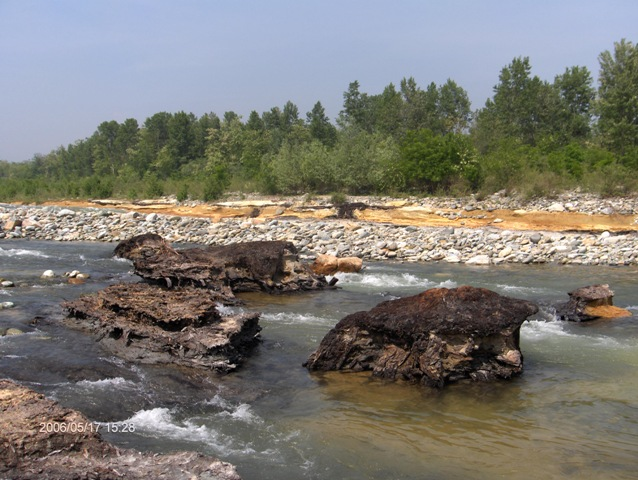
Restes de végétaux fossiles du lit de la Stura di Lanzo

## Curiosité
Dans le voisinage de Lanzo Torinese se trouve le Ponte del Diavolo (Pont du Diable), qui est à l’origine de nombreuses légendes liées à une construction mythique de la part du diable lui-même.

## Sources
- (it) Cet article est partiellement ou en totalité issu de l’article de Wikipédia en italien intitulé « Stura di Lanzo » (voir la liste des auteurs).